# Aloys Van de Vyvere
Aloys Jean Maria Joseph Van de Vyvere, född 8 juni 1871 i Tielt, död 22 oktober 1961 i Paris, var en belgisk politiker i katolska partiet.
Van de Vyvere studerade juridik och filosofi och arbetade som advokat i Gent, där han var lokalpolitiker 1909–1911. 1911 valdes han som ledamot av representantkammaren för Roeselare och Tielt med starkt stöd av jordbrukarorganisationen Boerenbond. 25 februari 1920 blev han medgrundare av oljebolaget Compagnie Financière Belge des Pétroles (Petrofina), tillsammans med Fernand och Hector Carlier.
Han hade olika ministerposter under huvuddelen av tiden från 1911 till 1926, inledningsvis som jordbruksminister och minister för offentliga arbeten 1911–1912, sedan järnvägs- och postminister 1912–1914, finansminister 1914–1918, ekonomiminister 1920–1924, och åter jordbruksminister 1925–1926. Han fick hederstiteln Ministre d'État ("statsminister") 1918.
Van de Vyvere blev premiärminister 13 maj 1925 och ledde en kortvarig regering under en period av politisk kris i Belgien, då flera försök till regeringsbildning hade misslyckats. Regeringen Van de Vyvere föll redan efter en månad, 17 juni 1925.
Han lämnade politiken 1926 och ägnade sig därefter åt affärsverksamhet.